# Marte Leinan Lund
Marte Leinan Lund (1º aprile 2001) è una combinatista nordica norvegese.
È sorella di Mari, a sua volta combinatista nordica.

## Biografia
Originaria di Trondheim e attiva in gare FIS dal febbraio del 2016, in Coppa Continentale la Leinan Lund ha esordito il 21 gennaio 2018 a Rena (7ª), ha ottenuto il primo podio il 13 dicembre 2019 allo Utah Olympic Park (3ª) e la prima vittoria il 25 gennaio 2020 a Rena; ai Mondiali juniores di Oberwiesenthal 2020 ha conquistato la medaglia d'oro nella gara a squadre mista.
Ha esordito in Coppa del Mondo nella gara inaugurale del circuito femminile, disputata il 18 dicembre 2020 a Ramsau am Dachstein (4ª); ai successivi Mondiali juniores di Lahti/Vuokatti 2021 ha vinto la medaglia d'oro nella gara a squadre mista e quella d'argento nel trampolino normale e ai Mondiali Oberstdorf 2021, sua prima presenza iridata, ha conquistato la medaglia di bronzo nel trampolino normale. Il 12 dicembre 2021 ha conquistato a Otepää il primo podio in Coppa del Mondo (3ª); ai Mondiali di Planica 2023 si è classificata 8ª nel trampolino normale e a quelli di Trondheim 2025 si è piazzata 9ª nel trampolino normale e 8ª nella partenza in linea.

## Palmarès

### Mondiali
- 1 medaglia:
  - 1 bronzo (trampolino normale a Oberstdorf 2021)

### Mondiali juniores
- 3 medaglie:
  - 2 ori (gara a squadre mista a Oberwiesenthal 2020; gara a squadre mista a Lahti/Vuokatti 2021)
  - 1 argento (trampolino normale a Lahti/Vuokatti 2021)

### Coppa del Mondo
- Miglior piazzamento in classifica generale: 4ª nel 2021
- 2 podi (individuali):
  - 2 terzi posti

### Coppa Continentale
- Miglior piazzamento in classifica generale: 2ª nel 2020
- 4 podi (tutti individuali):
  - 2 vittorie
  - 2 terzi posti

#### Coppa Continentale - vittorie
| Data            | Località | Nazione  | Trampolino        | Spec.      |
| --------------- | -------- | -------- | ----------------- | ---------- |
| 25 gennaio 2020 | Rena     | Norvegia | Renabakkene HS109 | IN LH/5 km |
| 26 gennaio 2020 | Rena     | Norvegia | Renabakkene HS109 | IN LH/5 km |

Legenda:

IN = individuale Gundersen

LH = trampolino lungo